# Херенд
Херенд (мађ. Herend, мађ. Herrendorf) град је у западној Мађарској. Херенд је град у оквиру жупаније Веспрем. Његово име је познато широм света захваљујући његовој фабрици порцелана. Елек Фењеш (1807–1876) је већ сматрао насеље толико важним у свом опису земље да му је, упркос чињеници да је било напуштено, посветио самосталан чланак међу селима округа Веспрем. (Фењеш Елек: Географски речник Мађарске, у коме су сваки град, село и равница описани по азбучном реду. Пешта, 1851).

## Географија

### Локација
Херенд се налази дуж аутопута 8, на споју северног и јужног Бакоња, у средини басена Херенд-Сентгал, на надморској висини од 341 метар. Главни пут пролази кроз јужну ивицу унутрашњег дела малог града, а стварна главна улица насеља је пут 8313. Кроз њену територију пролази и железничка линија Секешфехервар–Сомбатхељ, а од центра до железничке станице води пут 83 305 (локално познат као Вашут утца). Кроз њега протиче речица Шед.

## Историја
На граници села пронађени су артефакти из касноримског периода, док је на данашњем простору села у средњем веку стајало неколико мањих села. Село и околина су одувек били ловиште. Пошто је Веспрем био у турским рукама између 1552. и 1566. године, Турци су становништво Херенда натерали да раде у Фехервару, а после протеривања Турака село је опустело.
Херенд је поново насељен између 1764. и 1847. године, када је поново почео да се развија. Било је много људи који говоре немачки, што показују подаци пописа из 1828. и пописа племићке имовине из 1836. године.
Насеље је добило статус града 1. јула 1999. године.

## Становништво
У време пописа 2011. године, 77,5% становника изјаснило се као Мађари, 10,8% као Немци, 0,5% као Роми и 0,2% као Румуни (22,1% се није изјаснило). 
Верска дистрибуција је била следећа: римокатолици 47,1%, реформисани 4,4%, лутерани 0,8%, неденоминациони 12,3% (34,8% се није изјаснило).